# Low Roar (álbum)

Low Roar é o álbum homônimo de estreia do projeto musical de Ryan Karazija, Low Roar. Com produção do próprio Karazija, o álbum foi lançado em 05 de junho de 2011 pelo selo Tonequake Records.

## Gravação
O disco representa uma reação de Ryan Karazija às dificuldades enfrentadas após o término de sua banda Audrye Sessions e sua mudança da Califórnia para Reiquiavique, na Islândia.

Devido a falta de dinheiro e o desconhecimento do idioma local, Karazija começou a produzir seu trabalho independentemente:
Aprendi a usar o GarageBand e alguém me emprestou um microfone e um mini controlador. Então eu fiz o álbum inteiro na minha cozinha.
Posteriormente, Karazija contou com a colaboração do produtor estadunidense vencedor do Grammy Andrew Scheps.

### Música e Estilo
O álbum Low Roar pode ser descrito por suas influências de elementos de folk rock e post-rock combinados com sons ambientais.

### Arte da Capa
Karazija alega que a capa do álbum surgiu para ele uma semana após a escolha do nome da banda:
Eu estava analisando o trabalho artístico de uma garota  Seattle que eu conhecia e finalmente encontrei a imagem de um cervo soprando pássaros pela boca. Então, pensei, tenho esse nome de banda e agora também uma imagem. A artista gentilmente disse que o único reembolso que ela queria era uma cópia do vinil e duas barras de chocolate.

## Lançamento
| Críticas profissionais | Críticas profissionais |
| Avaliações da crítica  | Avaliações da crítica  |
| Fonte                  | Avaliação              |
| ---------------------- | ---------------------- |
| PopMatters             | [ 4 ]                  |

Com o lançamento do álbum, o baterista islandês Logi Guðmundsson foi recrutado para integrar o Low Roar durante apresentações, como o Iceland Airwaves.
Em 13 de julho de 2020, foi lançada uma edição comemorativa de 10 anos  de lançamento com discos de vinil duplo, arte de capa modificada e faixa bonus.
Em 17 de fevereiro de 2023, foi lançada Cotton Candy Pink and Blue Splatter Edition, uma edição de vinil duplo contando com uma faixa inédita como bonus, No Words.

### Singles
Junto de seu lançamento, a primeira faixa do álbum, "Give Up", foi lançada como single promocional. Em 01 de novembro de 2011, a última faixa do álbum, "Tonight, Tonight, Tonight", foi lançada em vinil como o segundo single de trabalho.

## Lista de Faixas
| N.º | Título                                            | Compositor(es) | Duração |  |
| 1.  | "Give Up"                                         | Ryan Karazija  | 3:06    |  |
| 2.  | "Just a Habit"                                    | Ryan Karazija  | 3:28    |  |
| 3.  | "Nobody Else"                                     | Ryan Karazija  | 4:57    |  |
| 4.  | "Patience"                                        | Ryan Karazija  | 5:45    |  |
| 5.  | "Low Roar"                                        | Ryan Karazija  | 2:15    |  |
| 6.  | "Friends Make Garbage (Good Friends Take It Out)" | Ryan Karazija  | 5:34    |  |
| 7.  | "The Painter"                                     | Ryan Karazija  | 4:45    |  |
| 8.  | "Help Me"                                         | Ryan Karazija  | 3:51    |  |
| 9.  | "Rolling Over"                                    | Ryan Karazija  | 5:07    |  |
| 10. | "Puzzle"                                          | Ryan Karazija  | 3:18    |  |
| 11. | "Because We Have To"                              | Ryan Karazija  | 3:55    |  |
| 12. | "Tonight, Tonight, Tonight"                       | Ryan Karazija  | 7:56    |  |

### 10th Anniversary Reissue
Todas as faixas escritas e compostas por Ryan Karazija. 
| Lado A |                |         |  |
| N.º    | Título         | Duração |  |
| 1.     | "Give Up"      | 3:06    |  |
| 2.     | "Just A Habit" | 3:28    |  |
| 3.     | "Nobody Else"  | 4:57    |  |
| 4.     | "Patience"     | 5:45    |  |
| 5.     | "Low Roar"     | 2:15    |  |

| Lado B |                                                   |         |  |
| N.º    | Título                                            | Duração |  |
| 1.     | "Friends Make Garbage (Good Friends Take It Out)" | 5:34    |  |
| 2.     | "The Painter"                                     | 4:45    |  |
| 3.     | "Help Me"                                         | 3:51    |  |
| 4.     | "Puzzle"                                          | 3:18    |  |

| Lado C |                             |         |  |
| N.º    | Título                      | Duração |  |
| 1.     | "Rolling Over"              | 5:07    |  |
| 2.     | "Because We Have To"        | 3:55    |  |
| 3.     | "Tonight, Tonight, Tonight" | 7:56    |  |

| Lado D |                                                   |         |  |
| N.º    | Título                                            | Duração |  |
| 1.     | "Tonight, Tonight, Tonight (Single Edit)" (Bonus) |         |  |

### Cotton Candy Pink and Blue Splatter Edition
Todas as faixas escritas e compostas por Ryan Karazija. 
| Lado A |                |         |  |
| N.º    | Título         | Duração |  |
| 1.     | "Give Up"      | 3:06    |  |
| 2.     | "Just A Habit" | 3:23    |  |
| 3.     | "Nobody Else"  | 4:57    |  |
| 4.     | "Patience"     | 5:45    |  |
| 5.     | "Low Roar"     | 2:15    |  |

| Lado B |                                                   |         |  |
| N.º    | Título                                            | Duração |  |
| 1.     | "Friends Make Garbage (Good Friends Take It Out)" | 5:34    |  |
| 2.     | "The Painter"                                     | 4:45    |  |
| 3.     | "Help Me"                                         | 3:51    |  |
| 4.     | "Puzzle"                                          | 3:18    |  |

| Lado C |                             |         |  |
| N.º    | Título                      | Duração |  |
| 1.     | "Rolling Over"              | 5:07    |  |
| 2.     | "Because We Have To"        | 3:55    |  |
| 3.     | "Tonight, Tonight, Tonight" | 7:56    |  |

| Lado D |                    |         |  |
| N.º    | Título             | Duração |  |
| 1.     | "No Words" (Bonus) | 7:05    |  |